# Прапор Бретані
Прапор Бретані, відомий під бретонською назвою Гвен-а-дю (брет. Gwenn-ha-du — біло-чорний) — прапор французького регіону Бретань, який використовується також у департаменті Атлантична Луара, та який належить до історичної області Бретань, але з 1941 року входить до регіону Пеї-де-ла-Луар. Зокрема, цей стяг майорить над Замком бретонських герцогів в стародавній столиці Бретані — Нанті, який тепер у департаменті Атлантична Луара.
Наразі певного офіційного статусу бретонський прапор, як і прапори решти регіонів Франції не має, але фактично може з'являтися на державних закладах на кшталт мерії, приватних будинках, і кораблях. Офіційного відношення довжини до ширини також не встановлено.

Історичний вимпел середньовічної Бретані (XV ст.)

Стяг використовує традиційні кольори Бретані — білий і чорний — і геральдичний символ регіону — горностай. Історично бретонські герцоги використовували вимпел із чорним хрестом (Kroaz Du). Сучасний дизайн прапора запропонований у 1923 році архітектором і діячем національного руху Морваном Маршалем (1900—1963), горизонтальні смужки і прямокутна вільна частина введені ним за зразком прапора Греції і США. Чергування чорних і білих смужок навіяне також гербом Ренна. Число смужок — дев'ять — символізує дев'ять традиційних провінцій (фр. pays) та єпархій Бретані. П'ять чорних смужок означають провінції/єпархії, де говорять французькою чи є ґалломовними: Доль, Нант, Ренн, Сен-Мало, Сен-Бріє; чотири білі символізують бретонськомовні (bretonnants) субрегіони Трегор, Леон, Корнуай і Ванн (з пояснення самого Маршаля в 1937 році). 11 хвостів горностая нагадують про герцогства Бретані.
Уперше Gwenn-ha-du виставлено у 1925 році на виставці Ар Деко у Парижі. У 1920-1930-ті роки прапор Gwenn-ha-Du вживався в основному націоналістичними автономними угрупованнями, згодом деякий час асоціювався паризькою владою з колабораціонізмом, яким заплямували себе аж ніяк не всі лідери націоналістів. Зокрема, діячі бретонського опору теж користали цей прапор. З 1960-х років чорно-білий прапор знову став популярний у широких колах населення.

Прапор 1213 року (кожен колір має своє значення: жовтий колір — золото, синій — море, червоний — вино, і в кутку — прапор герцогства Бретань)
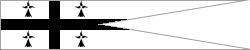
Прапор та знамено армії в XIV—XVI століттях.
Кроаз Ду був одним з головних бретонських прапорів у Середньовіччі.
Герб із 1316 року.
Герб Ренна.
Прапор Бретанського герцогства.